# Batalla de Loos
La batalla de Loos va ser una de les principals ofensives britàniques en el Front Occidental en 1915, durant la Primera Guerra Mundial. La batalla va ser el component britànic de l'ofensiva combinada anglofrancesa coneguda com la Segona Batalla d'Artois. El general Douglas Haig, llavors comandant del Primer Exèrcit Britànic, va dirigir la batalla. No obstant això, els seus plans estaven limitats per l'escassetat de munició d'artilleria, el que va significar que el bombardeig preliminar, essencial per a l'èxit en l'emergent guerra de trinxeres, va ser feble. Els britànics també van alliberar 140 tones de gas clor amb divers èxit -en alguns llocs, el gas va tornar a les trinxeres britàniques.
La batalla va començar el 25 de setembre. Els britànics van aconseguir travessar les febles trinxeres alemanyes i van capturar el poble de Loos. No obstant això, els inevitables problemes de subministraments i comunicacions, i la tardana arribada de relleus, va causar que l'assalt no es pogués aprofitar. Quan es va reprendre la batalla a l'endemà, els alemanys estaven preparats i van rebutjar els intents de continuar l'avanç. La lluita va acabar el 28 de setembre amb els britànics retirant-se a les seves posicions inicials.
Charles Sorley, un poeta britànic, va morir en aquesta batalla, igual que el fill de Rudyard Kipling, John. Fergus Bowes-Lió, germà de la reina mare, també va morir en els inicis de la batalla. Un altre poeta, Robert Greus, va sobreviure i va descriure en la seva autobiografia la batalla i els dies subsegüents.